# Lista de tecnologias emergentes
Essa é uma lista das tecnologias emergentes da atualidade, que inclui ALGUNS dos desenvolvimentos técnicos mais importantes do momento, além de avanços e inovações em dezenas de campos da tecnologia moderna. Tecnologias emergentes são inovações técnicas, que representam novas técnicas em diversas áreas da ciência, com uso presente pequeno, mas em crescimento, e com potencial de criar mudanças gerais em todos os aspectos relacionados a nossa vida. Em uma perspectiva de estratégia de mercado, elas podem representar boa Vantagem competitiva.

## Agricultura
| Tecnologia emergente              | Estado de desenvolvimento                                                         | Tecnologia(s) potencialmente obsoletas                     | Potenciais aplicações                                   | Artigos relacionados                                                                             |
| --------------------------------- | --------------------------------------------------------------------------------- | ---------------------------------------------------------- | ------------------------------------------------------- | ------------------------------------------------------------------------------------------------ |
| Agricultura de precisão           | Pesquisa e desenvolvimento, difusão                                               |                                                            |                                                         |                                                                                                  |
| Alimento geneticamente modificado | Pesquisa e desenvolvimento, comercialização                                       |                                                            |                                                         |                                                                                                  |
| Carne artificial                  | Pesquisa e desenvolvimento                                                        | Açougue , Indústria de embalagem de carne Pecuária , Pesca | Criação de carne sintética, Produção de carne humana    | New Harvest                                                                                      |
| Fazenda vertical                  | Pesquisa, desenvolvimento, experimentos e difusão                                 | Agricultura intensiva                                      | Produção de culturas agrícolas e carne                  |                                                                                                  |
| Robô agrícola                     | Pesquisa e desenvolvimento, projetos experimentais                                |                                                            |                                                         |                                                                                                  |
| Sistema ecológico fechado         | Pesquisa e desenvolvimento, demonstrações funcionais(exemplo, Projeto Biosfera 2) | Ciências agrárias                                          | Agricultura, pesquisa científica e Colonização espacial | Estufa, Projeto Éden, Bioshelter, Estufa de água marinha, sistema de estufa de colheita perpétua |
| Soylent (substituto da comida)    | Pesquisa e desenvolvimento                                                        |                                                            | Substituição da comida                                  |                                                                                                  |

## Biomedicina
| Tecnologia emergente | Estado de desenvolvimento | Tecnologia(s) potencialmente obsoletas                                          | Potenciais aplicações                                                                               | Artigos relacionados                                                 |
| --- | --- | ------------------------------------------------------------------------------- | --------------------------------------------------------------------------------------------------- | -------------------------------------------------------------------- |
| Aumento expressivo | Hipotético, pesquisa | Cirurgia plástica, Cosmético, Pintura corporal e algumas peças do traje(roupas) | Reprodução, cosméticos e diversidade genética                                                       | Parahumano, Engenharia genética humana                               |
| Cirurgia robótica | Pesquisa, difusão | Cirurgião não treinado em cirurgia robótica                                     | |                                                                      |
| Criônica | Pesquisa e desenvolvimento, aplicações médicas |                                                                                 | |                                                                      |
| Engenharia genética | Pesquisa, desenvolvimento, comercialização (Na versão inglesa da página existe duas fontes a mais, que não pude postar aqui devido ao filtro de conteúdo)                                                  | Pecuária Melhora vegetal                                                        | Criação e modificação de espécies, biomáquinas, eliminação de problemas genéticos(Terapia genética) | Alimento geneticamente modificado, Poluição genética                 |
| Engenharia de tecidos | Pesquisa, difusão |                                                                                 | Terapia genética, terapia do câncer                                                                 |                                                                      |
| Hibernação ou Animação suspensa                                                                                               | Pesquisa, desenvolvimento, testes em animais | Anestesia geral                                                                 | Transplantação de órgãos, Viagem espacial, cirurgia prolongada, tratamento emergencial              |                                                                      |
| Implante corporal, Prótese | Testes, de animais(por exemplo, Implante cerebral) aos seres humanos(exemplo, implante de bomba de insulina), e para comercialização(exemplo, Marca-passo, substituição de articulação e Implante coclear) | Vários ramos da medicina                                                        | Implante cerebral, Implante de retina                                                               | Prótese Prótese fictícia                                             |
| Medicina personalizada , Sequenciamento completo de genoma                                                                    | Pesquisa, experimentos | Medicamento órfão                                                               | Gestão do câncer e tratamento preventivo , Anomalia genética                                        |                                                                      |
| Medicina regenerativa | Alguns testes de laboratório |                                                                                 | Prolongamento de vida                                                                               |                                                                      |
| Nanomedicina | Pesquisa, experimentos, uso limitado |                                                                                 | |                                                                      |
| Prolongamento de vida, Strategies for Engineered Negligible Senescence(Estratégias de Engenharia para Negligenciar a Velhice) | Pesquisa, experimentos, Testes com animais | Tratamentos para doenças relacionadas à idade                                   | Aumentar o tempo de vida                                                                            | Resveratrol , SRT1720                                                |
| Terapia com células tronco | Pesquisa, experimentos, fase 1 de testes em humanos no tratamento de lesão de coluna medular(GERON) , Transplante de córnea                                                                                | Outras terapias                                                                 | Tratamento para muitas doenças e lesões                                                             | Célula-tronco , Terapia com células tronco , Arma de celulas cutânea |
| Terapia com vírus | Pesquisa, teste em humanos |                                                                                 | Impressão de orgãos                                                                                 |                                                                      |
| Útero artificial | Pesquisa e desenvolvimento, protótipos | Incubadora neonatal                                                             | Gravidez extracorpórea, Reprogenética, Procriação unissex                                           |                                                                      |
| Vírus oncolítico | Teste em humanos( Talimogene laherparepvec, Reolysin, JX-594), comercialização( Adenovírus oncolítico, como o H101)                                                                                        |                                                                                 | Terapia do câncer, imaging                                                                          | Vírus oncolítico                                                     |
| Vitrificação ou Crioprotetor                                                                                                  | Hipotético, alguns experimentos | Isquemia                                                                        | Transplantação de órgãos , Criônica                                                                 |                                                                      |

## Ciência dos materiais
| Tecnologia emergente                  | Estado de desenvolvimento | Tecnologia(s) potencialmente obsoletas  | Potenciais aplicações | Artigos relacionados                                                                     |
| ------------------------------------- | --- | --------------------------------------- | --- | ---------------------------------------------------------------------------------------- |
| Aerogel                               | Hipotético, experimentos, difusão, primeiros usos | Isolamento tradicional , Vidro          | Isolamento melhorado; Vidro Isolante, desde que seja claro; proteção para Oleoduto; Indústria aeroespacial; aplicações de elevado Calor e Frio extremo |                                                                                          |
| Diamante sintético                    | Pesquisa , difusão | Transistores de silício                 | Eletrônica |                                                                                          |
| Espuma metálica                       | Pesquisa, comercialização | invólucros, carcaças em geral           | Colonização espacial, Estrutura flutuante hiper-larga |                                                                                          |
| Estrutura multifuncional              | Hipotético, experimentos, protótipos, alguns usos comerciais | a maioria dos Compósito                 | , Monitoramento automático da Saúde, Material autorregenerável |                                                                                          |
| Femtotecnologia , Picotecnologia      | Hipotético | Tecnologia nuclear moderna              | Novos materiais |                                                                                          |
| Fulereno                              | Experimentos, difusão | Nanotubos de carbono                    | matéria programável |                                                                                          |
| Grafeno                               | Hipotético, experimentos, difusão, primeiros usos | "Circuito integrado" baseado em Silício | Componente eletrônico com maior Resistência em relação ao Peso, Transistor que opera em altíssimas Frequências, telas de preço reduzido em Dispositivo móvel, Armazenagem de hidrogênio para carros energizados por Célula a combustível, Sensores para diagnosticar doenças |                                                                                          |
| LiTraCon                              | Hipotético, experimentos, alguns protótipos, comercialização inicial | Vidro                                   | Construção de arranha-céus, torres e esculturas como o Europe Gate |                                                                                          |
| Matérias programáveis                 | Hipotético, experimentos | Catálise , Revestimento                 | Biologia sintética , Claytrônica |                                                                                          |
| Metal amorfo                          | Experimentos | Kevlar                                  | Armadura |                                                                                          |
| Metamaterial                          | Experimentos, difusão, hipotético | Óptica clássica                         | Microscópio, Câmera, Camuflagem com metamaterial, Dispositivo de invisibilidade |                                                                                          |
| Nanomateriais: Nanotubo de carbono    | Hipotético, experimentos, primeiros usos | Aço e Alumínio em estruturas            | Materiais com maior leveza e força, Elevador espacial | Aplicações potenciais para nanotubos de carbono , Polímero reforçado de fibra de carbono |
| Polímero condutor                     | Pesquisa, experimentos, protótipos | Condutores                              | Fio com maior leveza e menor custo, Dispositivo antiestático, Célula solar orgânica |                                                                                          |
| Ponto quântico                        | Pesquisa, experimentos, protótipos | Diodo emissor de luz , LCD              | Laser de ponto quântico, Comunicação óptica (Transmissão de dados de alta velocidade), Medicina(Bisturi a laser) |                                                                                          |
| Silecene                              | Hipotético, pesquisa | Transistor de efeito de campo           | |                                                                                          |
| Supercondutividade a alta temperatura | Receptor criogênico front-end , sistemas de Filtro de microondas e rádio frequência para estações baseadas em telefonia celular , Protótipo de Gelo seco , experimentos em elevadas temperaturas | Fio de Cobre , Semicondutor             | Condutores sem perda, Rolamento sem Atrito, Acumulador de alta capacidade sem perda, Veículo elétrico, Circuito Integrado e Processador (Unidade central de processamento) livres de calor                                                                                   |                                                                                          |
| Superfluidez                          | Giroscópio superfluido com funcionamento em temperatura muito baixa | Giroscópio mecânico                     | Medição de alta precisão da Gravidade, dispositivos de Manobra e Navegação, dispositivos para Emissão de Campo de Gravitoeletromagnetismo, dispositivos mecânicos sem Fricção                                                                                                |                                                                                          |
| Superligas                            | Pesquisa , difusão | Alumínio, Titânio, Compósitos           | Aeronaves com Motor a reação |                                                                                          |

## Display(tela)
| Tecnologia emergente                                                                | Estado de desenvolvimento                            | Tecnologia(s) potencialmente obsoletas                                             | Potenciais aplicações | Artigos relacionados                                                                                   |
| ----------------------------------------------------------------------------------- | ---------------------------------------------------- | ---------------------------------------------------------------------------------- | --- | --- |
| Display de nanocristal                                                              | Difusão                                              |                                                                                    | | |
| Display emissor de campo                                                            | Pesquisa                                             |                                                                                    | | |
| Holografia( Display holográfico , Holografia gerada por computador)                 | Difusão                                              | Tecnologias de tela                                                                | | |
| OLED                                                                                | Difusão                                              | LCD e telas de plasma                                                              | Telas , Iluminação | Comparação entre as tecnologias de visualização                                                        |
| Óptica de ordenamento faseado                                                       | Hipotético                                           | Dispositivos de Tela convencional(como a televisão comum)                          | Produção em massa de imagens tridimensionais | |
| Tecnologia eletroluminescente de filme grosso dielétrico                            |                                                      |                                                                                    | | |
| Tela com modulador interferométrico                                                 | Desenvolvimento, comercialização                     | Outras tecnologias de tela, LCD, Tubo de raios catódicos, Plasma, Papel eletrônico | Telas não emissivas com rápida resposta e, potencialmente, as cores mais realísticas de todas as tecnologia de display                                           | Comparação entre as tecnologias de visualização                                                        |
| Tela de ferro líquido                                                               | Alguns produtos comerciais                           |                                                                                    | | |
| Tela tridimensional                                                                 | Pesquisa, comercialização                            | Outras tecnologias de tela, LCD, Tubo de raios catódicos                           | Cinema e Televisão convencionais, Interface (ciência da computação) convencionais                                                                                | Autoestereoscopia, Estereoscopia, Tela volumétrica, Holografia, Campo de luz, Nintendo 3DS, HTC EVO 3D |
| Tela volumétrica                                                                    |                                                      |                                                                                    | Imagens tridimensionais de alta qualidade, Tela de varredura de volume                                                                                           | |
| Telescopic pixel display (TPD)                                                      | Em desenvolvimento                                   |                                                                                    | | |
| Time-multiplexed optical shutter                                                    | Comercializado                                       |                                                                                    | | |
| Transistor orgânico emissor de luz (OLET)                                           | Desenvolvimento                                      |                                                                                    | | |
| TV a laser                                                                          | Primeira TV a laser em 2008 , Mitsubishi LaserVue TV | LCD e telas de plasma                                                              | Tela com gigantesca Gama de cores | Comparação entre as tecnologias de visualização                                                        |
| Visualização sem tela( Tela virtual de retina , Lente de contacto biônica) , EyeTap | Hipotético, experimentos                             | Telas tradicionais                                                                 | Realidade aumentada, Realidade virtual, ajuda aos deficiente visuais, entregar ao usuário informação constantemente atualizada sobre praticamente qualquer coisa | Head-mounted display, Head-up display, Óptica adaptativa                                               |

## Eletrônica
| Tecnologia emergente            | Estado de desenvolvimento                                                                               | Tecnologia(s) potencialmente obsoletas                                                | Potenciais aplicações | Artigos relacionados                                 |
| ------------------------------- | --- | ------------------------------------------------------------------------------------- | --- | ---------------------------------------------------- |
| Eletrônica flexível             | Pesquisa, desenvolvimento, alguns protótipos                                                            |                                                                                       | Dispositivos eletrônicos dobráveis, flexíveis e vestíveis(como Smartphones) , Célula solar flexíveis que são leves, podem ser enroladas e são facilmente implementáveis | Nokia Morph, OLED Flexível(FOLED)                    |
| Memristor                       | Protótipo funcional                                                                                     | Alguns CIs (Circuito integrado) atuais, muitos dispositivos empregados na Eletrônica  | Meios de Armazenamento de energia menores, mais rápidos e mais baratos, Circuito analógico, Inteligência artificial                                                     |                                                      |
| Nariz eletrônico                | Pesquisa, comercialização                                                                               | Raios X e Ressonância magnética para detectar Câncer                                  | Detecção de Comida estragada, de Arma química, de Doenças, etc. |                                                      |
| Spintrônica                     | Protótipos funcionais                                                                                   | Disco rígido magneto-mecânicos                                                        | Memória (informática) | MRAM                                                 |
| Tecido inteligente              | Pesquisa, difusão                                                                                       |                                                                                       | |                                                      |
| Solda térmica em pilar de cobre | Protótipo funcional em dispositivos discretos(Componente eletrônico com apenas um elemento de circuito) | Sistemas térmicos convencionais, Dissipador de energia térmica, Pilhas termoelétricas | Refrigeração de computador mais eficiente, Atuador de Microfluídica, pequenos dispositivos de geração de Energia termoelétrica (veja Gerador termoelétrico)             | Holographic Versatile Disc, Transição metal-isolante |

## Energia
| Tecnologia emergente                                          | Estado de desenvolvimento                                                                                              | Tecnologia(s) potencialmente obsoletas                                                                                     | Potenciais aplicações | Artigos relacionados                                                                      |
| ------------------------------------------------------------- | --- | --- | --- | ----------------------------------------------------------------------------------------- |
| Aerogerador suspenso no ar                                    | Pesquisa | Combustível fóssil | Geração de eletricidade | KiteGen                                                                                   |
| Armazenamento de energia rotacional                           | Alguns exemplos comerciais                                                                                             | | |                                                                                           |
| Bateria de fosfato de ferro-lítio                             | Comercialização | | |                                                                                           |
| Bateria de lítio-ar                                           | Pesquisa , experimentos                                                                                                | Outros métodos de Armazenamento de energia: Hidrogênio, Baterias(eletricidade) químicas, alguns usos de Combustível fóssil | Laptop, Telefone celular, Carro elétrico de longo alcance, armazenamento energético para Rede elétrica                                                     |                                                                                           |
| Bateria de nanofios                                           | Experimentos , protótipos                                                                                              | Outros métodos de Armazenamento de energia: Hidrogênio, Baterias(eletricidade) químicas, alguns usos de Combustível fóssil | Laptop, Telefone celular, Carro elétrico de longo alcance, armazenamento energético para Rede elétrica                                                     |                                                                                           |
| Bateria de sal fundido                                        | Pesquisa , experimentos                                                                                                | | |                                                                                           |
| Bateria de silício-ar                                         | Experimentos | | |                                                                                           |
| Biocombustível                                                | Difusão | Combustível fóssil | Armazenamento de energia, especialmente para transporte | Questões relacionadas com os biocombustíveis                                              |
| Célula a combustível residencial                              | Pesquisa , comercialização                                                                                             | Rede elétrica | Fora da grade , produção de eletricidade | Edifício autônomo , Bloom Energy Server                                                   |
| Ciclo do combustível de tório                                 | As pesquisas começaram em 1961, e continuam sendo feitas                                                               | Energia nuclear em Urânio, Combustível fóssil                                                                              | Geração de eletricidade , calor |                                                                                           |
| Coleta de energia solar no espaço (Satélite de energia solar) | Hipotético | | |                                                                                           |
| Colheita de energia                                           | Experimentos | Baterias(eletricidade) | Fornecimento de energia constante para celulares, Computador vestível, dispositivos de Computação ubíqua                                                   |                                                                                           |
| Economia do hidrogênio                                        | Difusão de células de combustível de hidrogênio; Hipotético, experimentos para a produção de hidrogênio de baixo custo | Outros métodos de Armazenamento de energia: Baterias(eletricidade) químicas, Combustível fóssil                            | Armazenamento de energia |                                                                                           |
| Energia de fusão                                              | Hipotético , experimentos; para os próximos sessenta anos                                                              | Combustível fóssil, Energia renovável, Energia nuclear                                                                     | Produção de eletricidade, calor, Gaseificação plasmática com Calor residual                                                                                | ITER, National Ignition Facility, Polywell, Dense plasma focus, Fusão catalisada por muon |
| Energia solar concentrada , Usina solar                       | Crescimento nos mercados da Califórnia , Espanha e Norte de África                                                     | Combustível fóssil , Fotovoltaica                                                                                          | Geração de eletricidade | Desertec, BrightSource Energy, Solar Millennium                                           |
| Fotossíntese artificial                                       | Pesquisa, experimentos promissores em um projeto macrocientífico(Multidisciplinaridade) global                         | Combustível fóssil ou Fotossíntese arquivada                                                                               | Melhorar a Fotossíntese natural, permitindo às estradas, edifícios e veículos converter Água e Luz solar em Hidrogênio e Dióxido de carbono em Carboidrato | Sustainocene, Energia renovável, Nanotecnologia                                           |
| Grade de armazenamento de energia                             | Crescimento notável em diversas redes                                                                                  | | |                                                                                           |
| Motor de vórtex                                               | | Chaminé, Torre de resfriamento, Torre solar de corrente ascendente                                                         | Geração de energia |                                                                                           |
| MSR( Reator a Sal Fundido)                                    | Pesquisa, experimentos                                                                                                 | Reatores de Energia nuclear tradicionais, combustíveis fósseis                                                             | Geração de Energia elétrica , calor |                                                                                           |
| Nantenna(nanoantena)                                          | Pesquisa | Combustível fóssil | Produção de Eletricidade |                                                                                           |
| Reatores Nucleares de Quarta Geração                          | Pesquisa, experimentos                                                                                                 | Combustível fóssil , Reator nuclear tradicional                                                                            | Geração de eletricidade, calor, Transmutação nuclear de estoque de resíduos de Reatores tradicionais                                                       |                                                                                           |
| Rede elétrica inteligente                                     | Pesquisa , difusão | | | Medidor inteligente , SuperSmart Grid                                                     |
| Rodovia fotovoltaica                                          | Pesquisa | Combustível fóssil | Geração de eletricidade |                                                                                           |
| Supercapacitores , Capacitor elétrico de dupla camada         | Difusão, desenvolvimento continuado                                                                                    | Baterias(eletricidade) químicas                                                                                            | Frenagem regenerativa, armazenamento de energia, carregamento elétrico com maior velocidade, uso muito mais prolongado, bastante flexível, ecológico       |                                                                                           |
| Transferência de energia sem fio                              | Protótipos, difusão, produtos para nichos específicos                                                                  | Cabos de alimentação, Tomada elétrica, Plug elétrico , Baterias(eletricidade                                               | Equipamento energizado sem fio: laptop, celular, carro elétrico, exoesqueleto, etc                                                                         | WiTricity , Acoplamento indutivo ressonante                                               |

## Indústria manufatureira
| Tecnologia emergente | Estado de desenvolvimento   | Tecnologia(s) potencialmente obsoletas                                                                | Potenciais aplicações | Artigos relacionados                              |
| -------------------- | --------------------------- | --- | --- | ------------------------------------------------- |
| Claytrônica          | Hipotético , experimentos   | Em certos casos, Impressão 3D; Sistemas de Transporte, Métodos e Ferramentas tradicionais de Produção | Fax 3D | Matérias programáveis                             |
| Impressão 3D         | Difusão, produção comercial | Teoricamente, todos os métodos de Produção em massa, inclusive de Remédios e Alimentos                | Prototipação rápida e produção de objetos de Plástico, bem como itens multi-materiais, com considerável potencial para criar produtos com diversos graus de personalização | Projeto RepRap, Construção por contornos, D-Shape |
| Nanomontador         | Hipotético , experimentos   | Impressão 3D, Métodos e Ferramentas tradicionais de Produção                                          | | Replicador(Star Trek)                             |
| Névoa útil           | Hipotético                  | | |                                                   |

## Neurociência
| Tecnologia emergente                | Estado de desenvolvimento  | Tecnologia(s) potencialmente obsoletas | Potenciais aplicações | Artigos relacionados |
| ----------------------------------- | -------------------------- | --- | --- | -------------------- |
| Abolicionismo (bioética)            | Hipotético                 | | | Humanity+            |
| Ampaquina                           |                            | | Aprimorar as capacidades humanas de Atenção e Concentração mental; facilitar o processo de Aprendizagem e melhorar(ampliar e tornar mais ágil) a Memória |                      |
| Cérebro artificial                  | IBM Blue Brain             | | Uma revolução em todas as áreas de nossa vida. Potencial para criar uma nova era na história humana                                                      |                      |
| Eletroencefalografia                | Pesquisa , difusão         | Teclado e outros dispositivos de interface tradicionais | Controlar dispositivos computadorizados (eletroeletrônicos e mecânicos) com o Onda cerebral                                                              | BrainGate            |
| Interface cérebro-computador (BCI)  | Pesquisa e comercialização | Jogo eletrônico, Televisão, Filme e dispositivos tradicionais de interação com Computador e com formas de controle de todo tipo de Máquina utilizado pelo ser humano | Uma revolução sem precedentes na Computação, no Entretenimento, na Medicina e em outras áreas                                                            |                      |
| Leitura cerebral , Neuroinformática | Pesquisa                   | Com o upload da mente para o computador, TUDO que afeta a vida humana, inclusive nós mesmos.                                                                         | Transferência mental , permitir que indivíduos com Lesão cerebral sejam capazes de se comunicar.                                                         |                      |
| Neuroprostética                     |                            | | Olho biônico , Implante cerebral , Exocortex, Implante de retina                                                                                         |                      |

## Outras
| Tecnologia emergente                         | Estado de desenvolvimento                                                                               | Tecnologia(s) potencialmente obsoletas                                            | Potenciais aplicações | Artigos relacionados                                                                                |
| -------------------------------------------- | --- | --------------------------------------------------------------------------------- | --- | --------------------------------------------------------------------------------------------------- |
| Antigravidade                                | Hipotético , experimentos                                                                               |                                                                                   | | |
| Arcologia                                    | Pesquisa, desenvolvimento, comercialização                                                              |                                                                                   | | |
| Biologia sintética , Genoma sintético        | Pesquisa , desenvolvimento, primeira Bactéria sintética criada em Maio de 2010                          | Indústria química, Indústria do petróleo, Processos de fabricação                 | Criação de processos de produção de escala praticamente infinita, com o emprego de espécie programáveis de Bactéria e outras formas de Vida | BioBrick , IGEM(competição Internacional de Máquinas de Engenharia Genética)                        |
| Biometria                                    | Difusão                                                                                                 | Chaves e documentos de identidade                                                 | | |
| Bioplástico                                  | Pesquisa , alguns produtos produzidos                                                                   | Plástico de combustíveis fósseis                                                  | | |
| Cidade com domo                              | Pesquisa e desenvolvimento                                                                              |                                                                                   | Cidades com o clima controlado , Colonização da Lua | |
| Escudo defletor                              | Hipotético , experimentos                                                                               | Armadura                                                                          | Emprego militar, proteção da Terra contra Asteroides, proteção individual em situações de risco( por exemplo, desabamentos ou ataque de animais selvagens), Viagem espacial | Janela de plasma                                                                                    |
| Fluido magnetoreológico                      | Pesquisa , desenvolvimentos avançados,                                                                  | Amortecedor                                                                       | Amortecedor magnetoreológico para motores pesados, edifícios com elevado grau de resistência a Terremoto, aumentar a resistência à bala de coletes, HMMWV .Acabamento magnetoreológico foi utilizado nas lentes corretivas do Telescópio espacial Hubble, absorvedores de choque da suspensão veicular são preenchidos com o Fluido magnetoreológico                   | Fluido eletroreológico                                                                              |
| Gravidade artificial                         | Pesquisa , desenvolvimento                                                                              |                                                                                   | Viagem espacial | |
| Imersão (realidade virtual)                  | Hipotético , comercialização limitada                                                                   | Realidade consensual                                                              | Um ambiente artificial que produz, no usuário, sensações de imersão tão fiéis quanto podem ser sentidas no mundo da Realidade consensual | Terno Haptic, VirtuSphere, 3rd Space Vest Tecnologia imersiva, Realidade simulada, Holodeck(Ficção) |
| Interferômetro astronômico (Hypertelescópio) | Hipotético                                                                                              |                                                                                   | Astronomia | |
| LED (Diodo emissor de luz)                   | Comercialização                                                                                         | Lâmpada incandescente , Lâmpada fluorescente compacta                             | | |
| Levitação acústica                           | Pesquisa, desenvolvimento, experimentos, protótipos a avançados, uso em algumas indústrias tecnológicas | Guindaste, macaco mecânico ou outro instrumento para suspensão, elevador de carga | Suspensão de diversos tipos de objetos e seres vivos, desde de os menores e mais leves, até os de massa considerável | Pressão de radiação                                                                                 |
| Levitação magnética                          | Pesquisa, desenvolvimento, comercialização(Maglev)                                                      | Roda, Pneu, sistemas de transporte tradicionais                                   | Criogenia, refrigeradores de baixa temperatura, projeto e construção de Ímã supercondutor, plástico reforçado com Fibra para ser utilizado em carros e estrutura de Concreto, redução de ruído em veículos, fabricação de precisão, construção e fabricação de estruturas de concreto, carro Maglev, sistema de lançamento de nave espacial baseado em maglev StarTram | Vactrain , Levicar                                                                                  |
| Manto da invisibilidade                      | Experimentos obtiveram sucesso em tornar invisível, pequenos objetos, sob certas condições              | Camuflagem                                                                        | Disfarce contra frequências ópticas | Camuflagem com metamaterial                                                                         |
| Mineração de asteroides                      | Hipotético, a NASA anunciou seus planos para capturar e redirecionar um Asteroide                       |                                                                                   | Obtenção de Matéria-prima tanto do tipo comum, quanto rara, no Planeta Terra, e em larga escala | |
| Refrigeração magnética                       | Já usado para obter, dentro de um laboratório, temperaturas criogênicas (abaixo de 10K)                 | Refrigeradores convencionais                                                      | Refrigeração sem necessidade de compressão e com mais eficiência energética que pode ser empregada em refrigeradores, condicionadores de ar e Nave espacial | |
| Remoção de dióxido de carbono                | Pesquisa e desenvolvimento                                                                              | Fontes de Carbono Fóssil                                                          | Diminuição da Mudança do clima, fechamento do Ciclo do carbono, início da produção de Combustível neutro de carbono | Virgin Earth Challenge                                                                              |
| Residência espacial inflável                 | Pesquisa, desenvolvimentos, alguns protótipos construídos e testados                                    | Módulos residenciais espaciais feitos de Alumínio                                 | Habitação espacial | Bigelow Aerospace                                                                                   |
| Satélite miniaturizado                       | Pesquisa, desenvolvimento, alguns protótipos                                                            | Satélites convencionais                                                           | Satélites com custo bastante reduzido, constelações para Transmissão de dados de taxa reduzida, uso formações específicas para coletar dados de múltiplos pontos, inspeção em Órbita de satélites maiores | |
| Sistemas de comunicação veicular             | Pesquisa, desenvolvimento, difusão restrita                                                             | Segurança automobilística                                                         | Gestão automática de tráfego, Sistema avançado de apoio ao motorista, Pelotão(automóveis) | Artificial Passenger, Dedicated short-range communications, Sistema de transporte inteligente       |
| Tecnologia de odor digital                   | Difusão                                                                                                 |                                                                                   | | Smell-O-Vision , iSmell                                                                             |
| Tricorder médico                             | Pesquisa e desenvolvimento                                                                              | Exame médico (feitos por humanos)                                                 | Diagnóstico eletrônico-computadorizado de condições médicas automaticamente | Tricorder (Ficção)                                                                                  |

## Robótica
| Tecnologia emergente                     | Estado de desenvolvimento                                        | Tecnologia(s) potencialmente obsoletas                                                  | Potenciais aplicações | Artigos relacionados |
| ---------------------------------------- | ---------------------------------------------------------------- | --------------------------------------------------------------------------------------- | --- | --- |
| Exoesqueleto energizado                  | Hipotético , experimentos, protótipos , difusão, comercialização | Cadeira de rodas, Empilhadeira, Guindaste de pequeno porte e outras ferramentas do tipo | Trabalho super-pesado, soluções para a Paralisia, Guerra, transcender as limitações humanas, proteção em caso de desastres naturais, Construção, equipamento auxiliar para idosos e pessoas com diversos tipos de deficiência | LOPES (exoesqueleto), ReWalk, HULC Future Force Warrior |
| Nanotecnologia molecular , Nanorrobótica | Pesquisa, experimentos                                           | Produtos e peças de produção, distribuição de varejo                                    | Máquinas (residenciais,industriais), capazes de realizar uma grande variedade de tarefas com diversos tipos de materiais, Terraformação planetária de baixo custo                                                             | |
| Robô modular auto-reconfigurável         | Pesquisa, desenvolvimento, primeiros protótipos                  | Outras formas de criar estruturas físicas e máquinas                                    | Máquina física universal , mudança total na forma de se fazer estruturas e máquinas | Robô, Robótica de enxame, Robô autônomo de pesquisa |
| Robótica de enxame                       | Hipotético , experimentos                                        | Computação_distribuída                                                                  | Construção totalmente automatizada , construção espacial | Swarm intelligence, Robô autônomo, Optimização por enxame de partículas, Sistema multiagente, Robótica baseada em comportamento |
| Veículo não tripulado                    | Pesquisa, desenvolvimento, difusão restrita                      | Veículos tripulados , Espionagem feita por humanos                                      | Vigilância populacional, Eavesdropping, Oceanografia, monitoramento aéreo de gado, mapeamento de incêndio, segurança de Gasoduto, transporte de Mercadoria, pesquisa do interior de Tornado e Furação                         | Veículo aéreo não tripulado, AeroVironment, AeroVironment Global Observer, AeroVironment Nano Hummingbird, Veículo aéreo de combate não tripulado, Veículo terrestre não tripulado, Espaçonave robótica, Veículo de superfície aquática não tripulado, Autonomous underwater vehicle |

## Tecnologia militar
| Tecnologia emergente                        | Estado de desenvolvimento                                           | Tecnologia(s) potencialmente obsoletas | Potenciais aplicações | Artigos relacionados                                                   |
| ------------------------------------------- | ------------------------------------------------------------------- | -------------------------------------- | --- | ---------------------------------------------------------------------- |
| Arma de anel em vórtex                      | Pesquisa , desenvolvimento                                          | Gás lacrimogêneo                       | Controle de multidão |                                                                        |
| Arma de antimatéria                         | Hipotético                                                          | Armas nucleares                        | |                                                                        |
| Arma de energia dirigida                    | Pesquisa e desenvolvimento, alguns protótipos                       | Arma de fogo, armas eletromagnéticas   | Guerra | Laser Weapon System Arma de bobinas, Canhão elétrico                   |
| Arma de feixe de partículas                 | Pesquisa e desenvolvimento                                          | Arma de fogo                           | Guerra , Combate geral | Iniciativa Estratégica de Defesa                                       |
| Arma de fusão pura                          | Hipotético                                                          |                                        | |                                                                        |
| Arma de plasma                              | Pesquisa                                                            |                                        | |                                                                        |
| Arma sônica                                 | Pesquisa , desenvolvimento                                          |                                        | |                                                                        |
| Laser aéreo (Boeing YAL-1)                  | Pesquisa, desenvolvimento, testes, Boeing YAL-1 descontinuado       | Defesa contra mísseis,                 | Rastreamento e destruição de Míssil balístico tático , transmissão de energia para locais remotos, redes ópticas de Telecomunicações | Advanced Tactical Laser, High Energy Liquid Laser Area Defense System, |
| Eletrolaser                                 | Pesquisa e desenvolvimento                                          | Taser(arma)                            | |                                                                        |
| Munição sem cápsula                         | Testes em campo e difusão em alguns nichos de mercado               | Cartucho (munição)                     | |                                                                        |
| Tecnologia eletrotermoquímica               | Pesquisa e desenvolvimento                                          | Munição convencional                   | Emprego em CIWS(Sistema de Arma de Defesa Próxima), Carro de combate, Artilharia                                                     |                                                                        |
| Tecnologia Stealth(Invisibilidade ao Radar) | Pesquisa, desenvolvimento; Primeiras aeronaves na década de oitenta | Camuflagem                             | ECM(Contramedidas eletrônicas) | Plasma stealth, Avião furtivo, Material absorvente das ondas de radar  |

## TIC (Tecnologia da InformaçãoeComunicação).
| Tecnologia emergente | Estado de desenvolvimento | Tecnologia(s) potencialmente obsoletas | Potenciais aplicações | Artigos relacionados                                                                                   |
| --- | --- | --- | --- | --- |
| 4G | Primeiras redes Long Term Evolution(LTE) implantadas na Suécia em 2009; sistema candidato LTE-Advanced e IEEE 802.16m(WiMAX móvel 2° lançamento) em desenvolvimento | Banda larga | Computação ubíqua | Televisão 3D Banda larga móvel, Mobile TV, Televisão interativa                                        |
| Atomotrônica | Hipotético | | | |
| Cérebro artificial | Pesquisa | | Tratamento para doenças neurológicas, Inteligência artificial | Blue Brain                                                                                             |
| Circuito integrado tridimensional | Desenvolvimento , comercialização | Circuito integrado tradicional | | |
| Colaboração móvel | Desenvolvimento, comercialização | Sistemas de Videoconferência tradicionais | Estender a capacidade da Videoconferência para dispositivos móveis( Smartphone, Tablet, Relógio inteligente, Visor óptico montado na cabeça como o google glass ). Utilização em diversos serviços, como Saúde, produção de bens, reparo de linha energéticas, manutenção em geral.                                                                   | |
| Computação óptica | Hipotético, experimentos; alguns componentes de circuito integrado tem sido desenvolvidos                                                                           | Diversos equipamentos eletrônicos, Circuito integrado tradicional | Consumo de energia elétrica muito menor, dispositivos de tamanho reduzido e de maior processamento | |
| Computador quântico | Hipotético, experimentos, comercialização | Computador baseado em Eletrônica e Computação óptica | Computadores extremamente mais rápidos, modelagem química, novos materiais com propriedades programadas, Superfluidez, Supercondutividade a alta temperatura | |
| Criptografia quântica | Hipotético, experimentos, comercialização | Criptografia tradicional | Comunicações seguras | |
| Criptomoeda | Difusão, uso comercial | Dinheiro convencional (papel-moeda), moedas nacionais, instituições bancárias e algumas financeiras                                                                                  | Todas as funções que o dinheiro atual possui | Bitcoin , Litecoin                                                                                     |
| Cybermetodologia | | | | |
| Identificação por radiofrequência | difusão de alto-custo | Código de barras | Loja inteligente, Checagem automática de produtos baseada em RFID(mantendo o controle de entrada e saída de itens), Embalagem de alimentos automatizada, carrinhos e prateleiras inteligentes | |
| Inteligência ambiental | Hipotético | | | Internet das Coisas                                                                                    |
| Inteligência artificial | Hipotético, experimentos; uso limitados em domínios especializados                                                                                                  | Tomada de decisão feita por humanos, Análise feita por humanos, etc | Criação de dispositivos inteligentes | Progresso na inteligência artificial, Singularidade tecnológica, Aplicações da inteligência artificial |
| Internet das Coisas | Difusão | | Monitoramento Ambiental | |
| Li-Fi | Pesquisa, desenvolvimento, protótipos, primeiros usos comerciais | Wi-Fi | Internet sem fio de alta velocidade, muito barata e ecologicamente correta. Como essa tecnologia usa lâmpadas para transferência de dados, o acesso à internet pode ser universalizado. | LED |
| Máquinas com Cognição aumentada , Exocortex | Difusão de ampliações primitivas; protótipos funcionais; Hipotético, experimentos em amplificações de maior escala                                                  | Biblioteca, Escola, Treinamento | | |
| Quarta geração de discos ópticos( Holographic Versatile Disc, LS-R, Disco revestido de proteína ) : Armazenamento óptico tridimensional de dados , Armazenamento holográfico de dados         | Pesquisa e criação de protótipos | Alguns dispositivos/métodos de Armazenamento em massa, Armazenamento de dados em fita magnética, armazenamento de dados me Disco óptico                                              | Possibilidade de manter dados perenemente, o que não acontecia até então por razões econômicas. Potencial para armazenas bibliotecas multimídias de tamanho considerável | Disco blu-ray , Armazenamento óptico                                                                   |
| Rádio definido por software | Desenvolvimento , comercialização | Hardware dedicado tradicional, Circuito elétrico de Rádio para frequências específicas, de Processamento de sinal                                                                    | Rádio cognitivo, Redes Mesh, Antena definida por software | GNU Radio , Universal Software Radio Peripheral                                                        |
| Realidade aumentada | Difusão | Televisão e Jogo eletrônico tradicionais, além de outros dispositivos de entretenimento e profissionais                                                                              | | |
| Realidade virtual | Difusão | Televisão , interfaces convencionais dos dispositivos( como videogames) | Educação , Entretenimento, forma como as pessoas interagem | |
| Reconhecimento de fala | Pesquisa, desenvolvimento, comercialização | Dispositivo de entrada] mecânico | | |
| Sistema de visão | Pesquisa, prototipação, comercialização | Visão e Percepção bióticas(orgânicos, de organismos vivos), incluindo, em diversas áreas, os seres humanos                                                                           | Biometria, controle de processos(por exemplo, Veículo autônomo, Veículo de direção automática, ) detecção de eventos(basicamente em vigilância por câmaras, Reconhecimento facial, Reconhecimento de padrões), interação(por exemplo, Interação humano-computador), Robô capaz de agir de acordo com as informações coletadas por seus sistema visual | Visão computacional, Reconhecimento de padrões, Processamento digital de imagem                        |
| Tecnologias emergentes de memória: T-RAM , Z-RAM , TTRAM , Célula de metalização programável , SONOS Memória resistiva de acesso aleatório , Memória Racetrack , Nano-RAM , Memória centopeia | Em desenvolvimento | As tecnologias de memória artificial que usamos no presente | | |
| Tradução automática | Difusão | Tradução feita por humano de Língua natural, se restringindo, ao menos no início, em áreas onde o equívoco não é crítico e que a Linguagem seja empregada com Registro (linguística) | Comunicação interlinguística(entre idiomas) fácil e muito barata | |
| Unidade de Processamento Gráfico de Propósito Geral (GPGPU) | Difusão de métodos não padronizados | Unidade central de processamento em algumas aplicações especiais | Processamento muito mais rápido de Algoritmos paralelizáveis (Computação paralela) | |
| Web semântica , Respostas automáticas à perguntas em linguagem natural | Pesquisa, uso limitado | Web 2.0 | Permitir que as máquinas entendam a World Wide Web através das anotações dos dados de forma a relacioná-los com seu significado | |

## Transporte
| Tecnologia emergente                                                                                 | Estado de desenvolvimento                                                                                         | Tecnologia(s) potencialmente obsoletas                                                                               | Potenciais aplicações                                                                                                  | Artigos relacionados                                                              |
| --- | --- | --- | --- | --------------------------------------------------------------------------------- |
| Aeroscraft                                                                                           | Protótipo | | |                                                                                   |
| Asas flexíveis (X-53 Asa aeroelástica ativa , Asa adaptável) , Fluídica (controle de fluidos em voo) | Experimentos , protótipos                                                                                         | Outros sistemas de controle de voo da: Aileron, Profundor, Elevon, Flap, Flaperon                                    | | Sistema de controle de voo da aeronave, BAE Systems Demon                         |
| Avião espacial                                                                                       | Pesquisa , desenvolvimento                                                                                        | Avião comercial convencional                                                                                         | Transporte supersônico e Hipersônico                                                                                   | Reaction Engines A2 , Skylon                                                      |
| Carro voador                                                                                         | Primeiro itens comercializáveis , protótipos                                                                      | Automóvel convencional , Estrada convencional                                                                        | Transporte mais efetivo                                                                                                | Terrafugia Transition, Moller M400 Skycar, Urban Aeronautics X-Hawk               |
| Catapulta eletromagnética                                                                            | Protótipos | | |                                                                                   |
| Depósito de propelentes                                                                              | Pesquisa ,desenvolvimento                                                                                         | Foguete de carga pesada                                                                                              | Missões no Espaço sideral com cargas maiores, extensão da vida dos satélites, redução dos custos de lançamento         |                                                                                   |
| Elevador espacial                                                                                    | Pesquisa , desenvolvimento                                                                                        | | Massificação das viagens ao espaço próximo                                                                             | Lançamento espacial sem foguete, Anel orbital, Skyhook,                           |
| Foguete de fusão                                                                                     | Pesquisa , desenvolvimento                                                                                        | Foguete químico | Viagem interplanetária de curta duração                                                                                |                                                                                   |
| Hovertrain , Trem levitado por almofadas de ar                                                       | Pesquisa , desenvolvimento                                                                                        | Trem convencional | Trens de altíssima velocidade                                                                                          | Aérotrain, Transporte ágil pessoa da universidade duke, Hovercraft                |
| Hyperloop                                                                                            | Pesquisa , desenvolvimento                                                                                        | Ferrovia de alta velocidade                                                                                          | A possibilidade de chegar a locais distantes (milhares de kilometros), de uma forma relativamente rápida               |                                                                                   |
| Internet Física                                                                                      | Pesquisa, desenvolvimento                                                                                         | Logística convencional                                                                                               | |                                                                                   |
| Maglev , Vactrain((Trem em tubo de vácuo ))                                                          | Pesquisa , primeiros itens comercializáveis                                                                       | Trem convencional, Roda                                                                                              | Trem super-veloz | Transrapid, Transrapid de Xangai, Linimo                                          |
| Motor de detonação pulsada                                                                           | Pesquisa , desenvolvimento , demonstrações                                                                        | | |                                                                                   |
| Motor Scramjet                                                                                       | Pesquisa , desenvolvimento                                                                                        | Motor a reação tradicional                                                                                           | Voo hipersônico | Boeing X-51 , NASA X-43                                                           |
| Personal Rapid Transit(podcar)                                                                       | Difusão, início de comercialização                                                                                | Automóvel | Forma de transporte mais efetiva                                                                                       | Morgantown PRT, ULTra                                                             |
| Plataforma de alta altitude                                                                          | Experimentos, protótipos(Martin EB-57B Canberra)                                                                  | Diversos Satélites, Torre de Telefone celular                                                                        | Comunicações |                                                                                   |
| Pneu sem ar                                                                                          | Pesquisa, desenvolvimento, primeiros protótipos                                                                   | Pneu convencional( com ar)                                                                                           | Pneu mais seguro | Tweel                                                                             |
| Propulsão Alcubierre                                                                                 | Tentativa de criar um campo de dobra em testes de laboratório                                                     | Propulsão espacial convencional                                                                                      | Viagem interestelar para exploração e colonização                                                                      | Breakthrough Propulsion Physics Project (Projeto de física avançada de propulsão) |
| Projeto Orion                                                                                        | Hipotético , experimentos                                                                                         | Foguete químico | Viagens planetária de curta duração, Viagem interestelar                                                               |                                                                                   |
| Propulsor a jato ou Mochila-helicóptero                                                              | Primeiros itens comercializáveis , protótipos                                                                     | Diversos sistemas de Transporte, tendo em vista o uso individual, como carros, caminhões, motos, barcos, helicóptero | Forma de transporte mais efetiva                                                                                       |                                                                                   |
| Propulsão por feixe energético                                                                       | Hipotético | | | Propulsão a laser                                                                 |
| Propulsor de íons                                                                                    | Em uso | | |                                                                                   |
| Sistema de lançamento reutilizável                                                                   | Pesquisa , desenvolvimento                                                                                        | Sistema de lançamento descartável                                                                                    | Transporte da superfície para a Órbita                                                                                 | Sistema de lançamento reutilizável em desenvolvimento da SpaceX                   |
| Transporte supersônico                                                                               | Comercialização , difusão                                                                                         | Avião comercial convencional                                                                                         | Avião comercial de grande velocidade                                                                                   | Concorde , Tupolev Tu-144                                                         |
| Veículo autônomo                                                                                     | Pesquisa, desenvolvimento, protótipos                                                                             | Carteira Nacional de Habilitação, Polícia de trânsito, Semáforo, Sinalização rodoviária, Polícia Rodoviária Federal  | Redução, ou mesmo extinção, dos Acidente rodoviários, aumento da capacidade da estrada, diminuição do Congestionamento | Google Driverless Car, General Motors EN-V, CityCar,                              |
| Veículo de combustível alternativo                                                                   | Comercialização , difusão                                                                                         | Motor de combustão interna                                                                                           | Redução da Poluição atmosférica, alternativa vital tendo em vista o Pico do petróleo                                   | Veículo elétrico, Veículo movido a hidrogênio, Veículo de ar comprimido           |
| Vela solar                                                                                           | Em 2010, IKAROS foi a primeira espaçonave projetada para usar navegação solar à vela para ser lançada com sucesso | | Viagem espacial |                                                                                   |